# 弗鲁塔 (科罗拉多州)
弗鲁塔（Fruita）是美国科罗拉多州梅萨县的一座城市。

## 觀光旅遊

### 無頭雞麥克日
1999年開始，定每年5月第三個週末為「無頭雞麥克日」。無頭雞麥克（英語：Mike the Headless Chicken，1945年4月—1947年3月），是美國一隻被斬掉頭部後，依然生存了18個月的公雞。現在成為科罗拉多州弗鲁塔市的代表動物。